# Лихула (општина)
Општина Лихула (ест. Lihula vald) рурална је општина у јужном делу округа Ланема на западу Естоније.
Општина заузима територију површине 367,31 km2. Граничи се са општинама Мартна на северу и Ханила на југозападу. На истоку и југу граничи се са окрузима Раплама и Парнума, док на северозападу излази на обале пролаза Вајнамери.
Према статистичким подацима из јануара 2016. на територији општине живело је 2.267 становника, или у просеку око 6,2 становника по квадратном километру.
Административни центар општине налази се у варошици Лихула у којој живи око 1.300 становника.
На територији општине налази се 40 села.